# 横浜青葉インターチェンジ

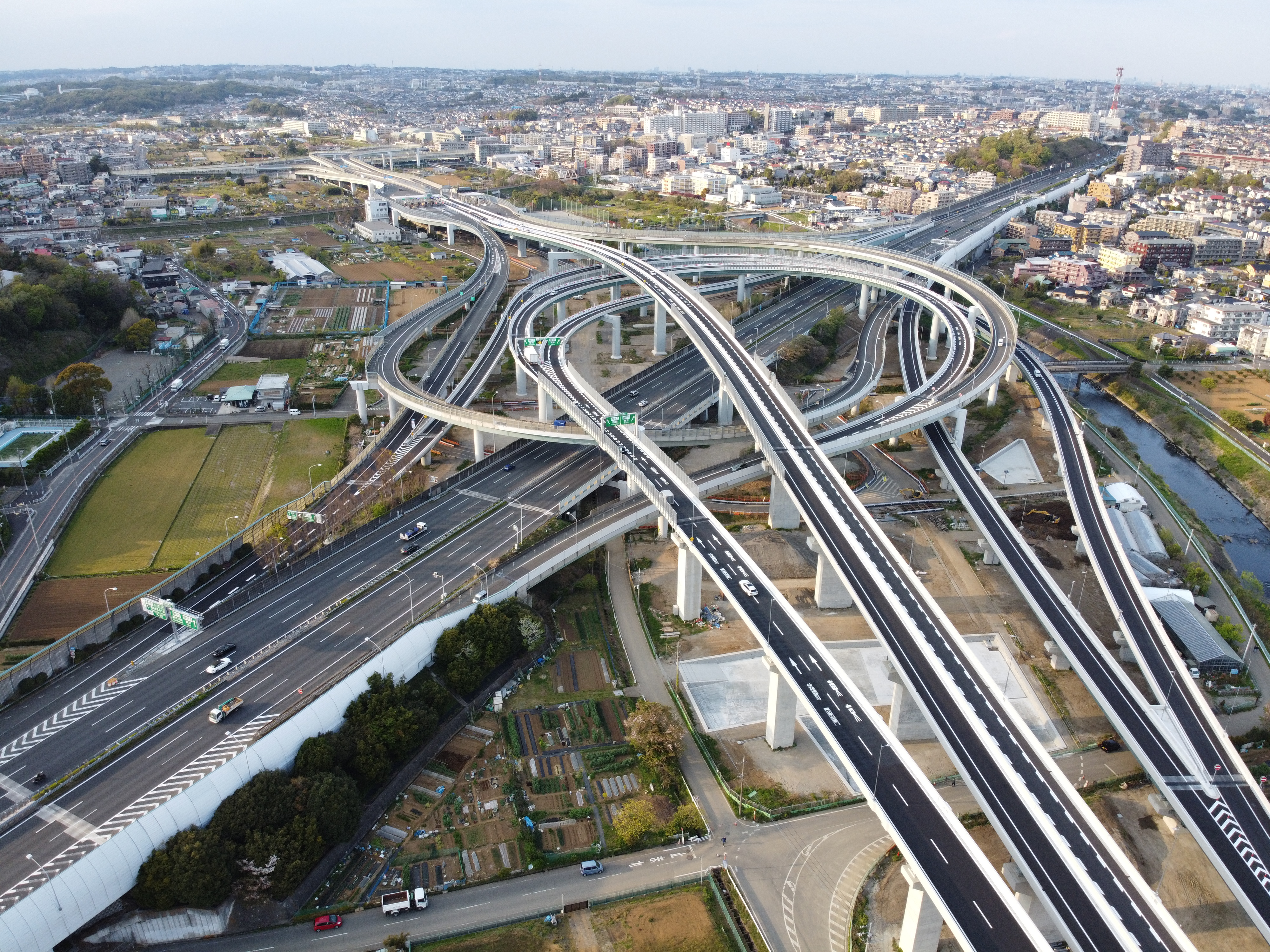
東名高速道路(右上から左下)、首都高(右下)、国道246号(左上奥)が複雑に連結されている

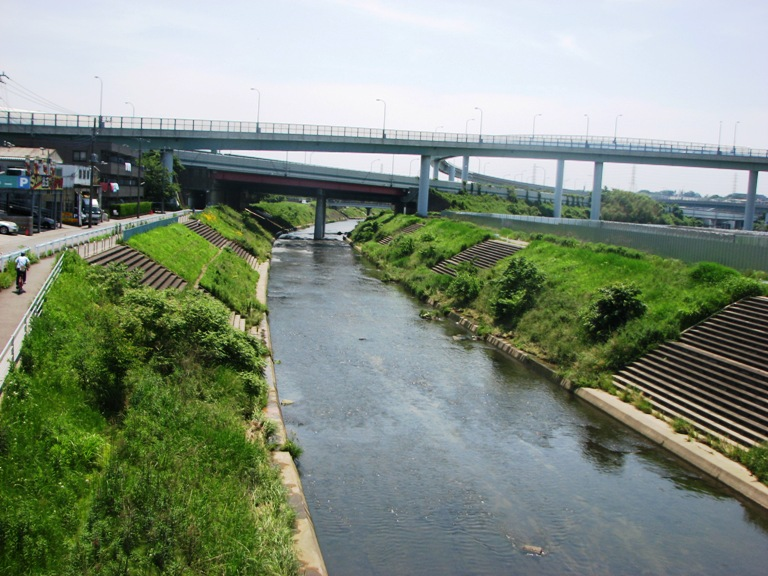
付近には谷本川が流れる

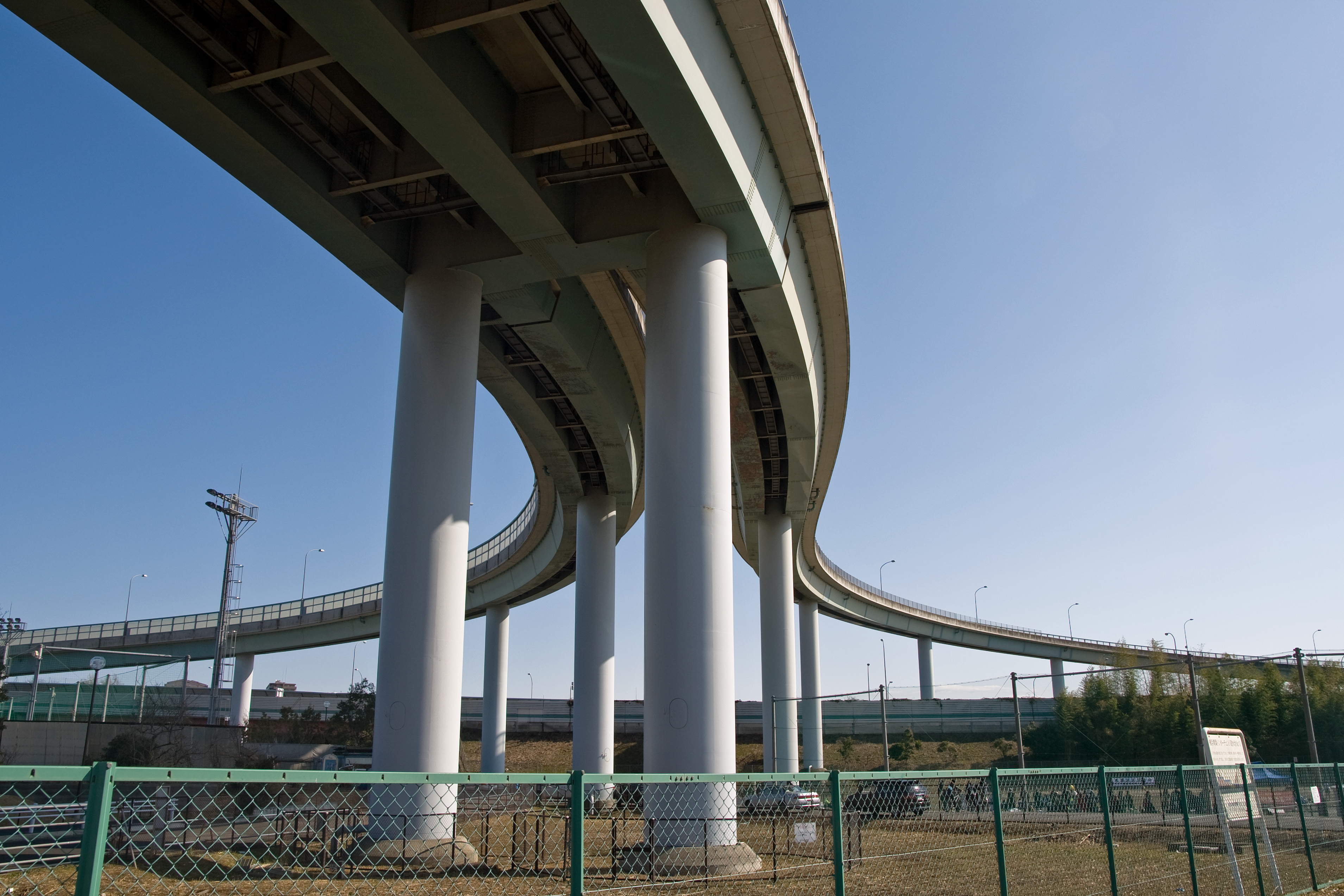
横浜青葉ICのランプウェイ

横浜青葉インターチェンジ（よこはまあおばインターチェンジ）は、神奈川県横浜市青葉区にある東名高速道路のインターチェンジ（開発インターチェンジ）である。国道246号に連絡している。首都高速神奈川7号横浜北西線と接続する横浜青葉ジャンクション（よこはまあおばジャンクション）と首都高速神奈川7号横浜北西線の横浜青葉出入口（よこはまあおばでいりぐち）が併設されている。

## 概要
国道246号との接続、東名高速道路と首都高速神奈川7号横浜北西線の交差と全方向の接続、東名高速道路と首都高速神奈川7号横浜北西線の各料金所の設置を実現するため、南北約1.5km、東西約0.4kmという大規模で複雑な構造となっている。
東名高速道路唯一のY型インターチェンジである（東名高速道路でトランペット型でないインターチェンジは、他に東京IC・裾野ICの2箇所のみ）。
当ICから下り線（静岡・名古屋方面）に入る場合、本線に合流するとすぐに港北PAがあり、合流車線がそのままPAへの減速車線となる。そのため、ICから本線へ合流する車両と本線からPAに入る車両が交わる「織り込み交通」が発生する。
本ICの開設に合わせ、1998年3月10日に国道246号の接続部分も市ヶ尾立体として高架化された。また、供用開始当初より横浜環状北西線の接続を見越し、長いランプウェイや分岐の準備構造が設けられた。

## 道路
- E1 東名高速道路（3-1番）
- 首都高速神奈川7号横浜北西線(759番)

神奈川7号横浜北西線は、途中通過する横浜北西トンネルが水底トンネルに該当するため、危険物積載車両の通行が禁止されている。

## 接続する道路
- 直接接続
  -  国道246号
  - 横浜市道市ヶ尾134号線（出口）、市ヶ尾87号線（入口）

- 間接接続
  - 神奈川県道12号横浜上麻生線

## 料金所
- ブース数：15

### 東名入口
- ブース数：3
  - ETC専用（時間帯によってはETC/一般）：1
  - ETC/一般 : 2

### 東名出口
- ブース数：6
  - ETC専用（時間帯によってはETC/一般）：3
  - 一般：3

### 東名→首都高
- ブース数：2
  - ETC専用：1
  - ETC/一般：1

### 首都高→東名
- ブース数：2
  - ETC専用：1
  - ETC/一般：1

### 首都高入口
- ブース数：2
  - ETC専用：1
  - ETC/一般：1

## 歴史
- 1970年代:港北ニュータウンへ接続するインターチェンジとして構想される[2]。
- 1998年（平成10年）3月20日 : 開設。

横浜市北西部地域の交通の利便性向上と横浜町田インターチェンジ（旧称＝横浜インターチェンジ）の渋滞緩和のために開設された。
- 2012年（平成24年）度 : 首都高速神奈川7号横浜北西線が事業化。
- 2020年（令和2年）3月22日 : 首都高速神奈川7号横浜北西線が開通[3]。

新型コロナウイルスの感染拡大防止のため、開通記念イベントおよび開通式典は中止された。
- 2021年（令和3年）8月5日 : 料金所のスタッフに新型コロナウイルス感染者が多く出た影響により、東名→首都高乗継用本線料金所について、当面の間、ETC無線専用運用となる[6]。

## 周辺
- 谷本川
- 東急田園都市線市が尾駅、藤が丘駅
- 横浜市青葉区役所
- 港北ニュータウン
- 神奈川県立川和高等学校
- 神奈川県立市ヶ尾高等学校
- 横浜市立谷本小学校
- 横浜市立谷本中学校
- 桐蔭学園

## 隣
E1 東名高速道路
(3) 東名川崎IC - (3-1) 横浜青葉IC/JCT - 港北PA - (4) 横浜町田IC
首都高速神奈川7号横浜北西線
横浜港北JCT/ (757,758)横浜港北出入口 - 横浜青葉JCT/(759) 横浜青葉出入口

## その他
- ICランプ橋下の空間の一部は横浜市の放置自転車保管場所として利用されている。
- 当ICから東京方面約1キロ程のところに、昭和40年代横浜市が土地区画整理事業に合わせてインターチェンジ用地(現在の市ヶ尾町公園)として買収した市有地が存在する[7]。